# The Speed Girl
The Speed Girl er en amerikansk stumfilm fra 1921 af Maurice Campbell.

## Medvirkende
- Bebe Daniels som Betty Lee
- Theodore von Eltz som Tom Manley
- Frank Elliott som Carl D'Arcy
- Walter Hiers som Soapy Taylor
- Norris Johnson som Hilda
- Truly Shattuck som Mrs. Lee
- William Courtright som Ketcham
- Barbara Maier